# Castelnau-sur-Gupie
 Castelnau-sur-Gupie  là một xã thuộc tỉnh Lot-et-Garonne trong vùng Nouvelle-Aquitaine phía tây nam nước Pháp. Xã này nằm ở khu vực có độ cao trung bình 100 mét trên mực nước biển.